# Buchholz (Aller)
Buchholz (Aller) – gmina w Niemczech, w kraju związkowym Dolna Saksonia, w powiecie Heidekreis, wchodzi w skład gminy zbiorowej (niem.Samtgemeinde) Schwarmstedt.

## Geografia
Gmina Buchholz położona jest nad rzeką Aller, na trasie drogi krajowej B214.

## Dzielnice gminy
W skład gminy wchodzą dwie dzielnice: Buchholz (Aller) i Marklendorf.